# Paul Young (Sad Café)
Paul Young (Mánchester, Inglaterra, 17 de junio de 1947  - Altrincham, Inglaterra, 17 de julio de 2000) fue un cantante y percusionista que trabajó con varias exitosas bandas de la escena musical inglesa de los años 70 y 80. Entre las más reconocidas se encuentran Sad Café y Mike and the Mechanics. Fue cariñosamente apodado 'Youngly' por sus compañeros de Mike and the Mechanics Mike Rutherford y Paul Carrack (para evitar la confusión con el propio Carrack y con otro Paul Young, un conocido solista inglés de soul).

## Carrera
Young comenzó a tocar con la banda de Mánchester Toggery Five, la que integraban además los futuros miembros de Jethro Tull, Mick Abrahams y Clive Bunker. En 1973, formó Paradox, una banda de corta duración que incluía en el bajo a Martin Hannett, futuro productor de muchas bandas new wave de Mánchester (entre ellas Joy Division). En 1976 Young e Ian Wilson formaron una nueva banda llamada Sad Café, resultado de una alianza con integrantes de otra banda de Mánchester llamada Mandalaband. Durante su carrera grabaron siete álbumes, antes de separarse en 1981.
Cuando en 1985 el fundador de Genesis, Mike Rutherford, decidió crear su propia banda contactó a Paul Young para que se integrara y compartiera voces con Paul Carrack. La banda fue bautizada Mike and the Mechanics y ese mismo año lanzaron su primer álbum de nombre homónimo, el que alcanzó un éxito inmediato. Paralelamente, en 1986, P. Young refundó Sad Café como un dúo junto a Ian Wilson, realizando los álbumes "Politics of Existance" (1986) y "Whatever It Takes" (1989).
Con Mike and the Mechanics Paul alcanzó la fama al interpretar temas que alcanzaron altos puestos en las listas de éxitos mundiales como "All I Need Is a Miracle", "Taken In", "Par Avión" y "Words Of Mouth", entre otras. Su carrera con el grupo (con el que llegó a grabar seis álbumes) se prolongó exitosamente.

## Muerte
Falleció el 17 de julio de 2000 de un ataque al corazón en su casa de Altrincham, en el condado de Cheshire (noroeste de Inglaterra). Su cuerpo fue cremado el día siguiente.
Mike Rutherford, compañero de la banda, confesó: "Todos estamos absolutamente extrañados y destrozados por la inesperada muerte de Paul, a los 53 años de edad. Tenía una voz fantástica, de las mejores del rock dentro de su generación y, además de su talento musical, poseía un contagioso entusiasmo para los negocios, a Paul le encantaba actuar. Lo hacía de una manera completamente natural. Todos pensamos que seguiría cantando dentro de cincuenta años. Es una pérdida terrible".
En 2011, once años después de su muerte se lanzó un álbum póstumo llamado Chronicles, un recopilatorio con material sin terminar en su estudio casero.